# برش نهایی (آلبوم)
برش نهایی یا ضربه آخر (انگلیسی: The Final Cut) دوازدهمین آلبوم استودیویی گروه موسیقی راک انگلیسی پینک فلوید است. این آلبوم در ۲۱ مارس ۱۹۸۳ در بریتانیا و مدتی بعد توسط کلمبیا رکوردز در ایالت متحده عرضه شد. این آلبوم مفهومی، آخرین آلبوم راجر واترز همراه با گروه پینک فلوید بود و بعد از انتشار این آلبوم، از گروه جدا شد و تنها آلبوم پینک فلوید می‌باشد که تمام شعرها و آهنگ‌هایش توسط واترز نوشته می‌شود و گیتاریست گروه دیوید گیلمور تنها در یک آهنگ به عنوان خواننده حضور دارد.
برش نهایی در اصل به عنوان آلبوم موسیقی متنی برای فیلمی به نام دیوار که در سال ۱۹۸۲ منتشر شد برنامه‌ریزی شده بود. واترز با شروع جنگ فالکلند این آلبوم را در انتقاد از جنگ تغییر داد و آن چیزی که وی به عنوان خیانت به پدرش در جنگ و عامل کشته‌شدن پدرش می‌داند را نیز ضمیمه‌اش کرد. برش نهایی در هشت استودیو بین ژوئیه تا دسامبر ۱۹۸۲ در سراسر انگلیس ضبط شد.
همان‌طور که در ترانه‌شناسی پینک فلوید طیف وسیعی از موسیقی‌دانان به صورت جلسه‌ای یا فصلی برای مشارکت در آلبوم استخدام می‌شدند در این آلبوم نیز از موسیقی‌دانانی استفاده شد، اما شدت تنش در این دوره رو به افزایش بود و ریچارد رایت در این آلبوم حضور نیافت و کنار رفت. بسته‌بندی این آلبوم توسط راجر واترز طراحی شد و براساس مفهوم آلبوم طراحی شده است. آلبوم در صدر نمودارهای بریتانیا قرار گرفت ولی نقدهای گوناگونی دریافت کرد، بعدها برای این آلبوم فیلمی نیز منتشر شد. به دنبال انتشار این آلبوم هر یک از اعضا به دنبال آلبوم‌های تک‌نوازی خودشان رفتند، اما واترز اعلام کرد که گروه را ترک کرده و جدا شده است.

## پیش‌زمینه
در اصل برش نهایی به عنوان موسیقی متنِ فیلم دیوارِ پینک فلوید (۱۹۸۲) طرح‌ریزی شده بود و زمانی که بر رویش کار می‌کردند؛ آجرهای ذخیره نام داشت. آجرهای ذخیره قرار بود شامل موسیقی جدید یا دوباره‌ضبط‌شده از آهنگ‌هایی مانند «بچه‌ها را به خانه بازگردانید» و «وقتی ببرها رها شدند» برای فیلم بشود. همچنین؛ نوازندهٔ گیتار بیس، ترانه‌سرا و خوانندهٔ گروه، راجر واترز، برای گسترش بیشتر داستان دیوار؛ اندک قطعاتی جدید را برای این موسیقی متن طرح‌ریزی کرده بود.

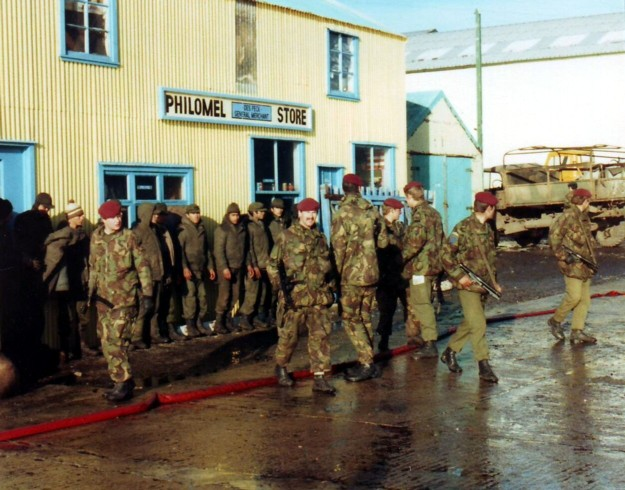
زندانیان آرزانتینی تحت حفاظت انگلیسی‌ها. واترز در این آلبوم جنگ فالکلند را نقد می‌کند.

به عنوانِ برآمدی از جنگ فالکلند، واترز مسیر را تغییر داد و نوشتن قطعات جدیدی را آغاز کرد. او واکنش نخست‌وزیر بریتانیا، مارگارت تاچر را نسبت به حملهٔ آرژانتینیها به جزایر فالکلند را نالازم و تعصبی دید؛ و آلبوم جدید را، با نام موقتی «مرثیه‌ای برای یک رؤیای پس از جنگ»، به پدرش اریک فلچر واترز تقدیم کرد (کسی که در جریان جنگ جهانی دوم کشته شده بود). خواننده و نوازندهٔ گیتار گروه، دیوید گیلمور، تحت تأثیرِ این سیاسی‌بازی آشکارِ واترز قرار نگرفته بود و مسیرِ ابتکاری جدید؛ بحث میان این دو را برانگیخت. برخی از قطعه موسیقی‌ها مانند «رؤیای پس از جنگ»، «برش نهایی»، «گذشته‌های محتمل تو» و «بازگشت قهرمان» برای آلبوم دیوار ساخته شده بودند؛ اما در آنجا استفاده نشده بودند و در آغاز کار نیز از قرارگرفتنشان در آجرهای ذخیره صرف نظر شده بود. با این وجود پینک فلوید دوباره از این قطعاتِ کنارگذاشته شده در کار خود استفاده کرد. گیلمور احساس کرد که قطعات جدید برای آلبوم؛ به اندازه کافی خوب نیست. او خواست قطعات جدیدی بنویسد اما واترز مخالفت کرد.

## مراحل ضبط
برش نهایی خیلی آلبوم خوبی هست، اما شخصاً اون چیزی که دوست داشتم به عنوان یک ضبط پینک فلوید ببینم نیست.— دیوید گیلمور (۱۹۸۳)
آهنگسازِ آمریکایی، مایکل کیمن، کسی که در آلبوم دیوار نیز با گروه همکاری کرده بود به عنوان مسئول تنظیم‌های ارکست به خدمت گرفته شد. او همچنین در نبود ریچارد رایت به عنوان نوازندهٔ کیبورد حضور یافت و در تهیه‌کنندگی آلبوم نیز مشترک شد، علاوه بر این میان گیلمور و واترز وساطت می‌کرد.
از جیمز گاتری نیز به عنوان مهندس استودیو و تهیه‌کنندهٔ آلبوم استفاده شد. درام‌زدنِ نیک میسن نیز توسط ری کوپر کامل می‌شد. در آهنگ «دو خورشید در غروب» نیز از اندی نیومارک به عنوان درام‌زن استفاده شد زیرا نیک میسن در اجرای تغییرات زمانی پیچیده ناشی از میزان نمای غیرمعمول ۵/۴ ناتوان بود. میسن عهده‌دار تکرار عبارت «مَگی، ما چه کردیم؟» هم بود.
رافائل ریون‌اسکرافت برای نواختن ساکسوفون به استخدام گروه درآمد. ضبط آلبوم در نیمهٔ دوم ۱۹۸۲ در ۸ استودیوی ضبط انجام شد، از جمله استودیوی خانگی گیلمور در هوکند منور و بیلیارد روم استودیوزِ واترز در اِست شین. دیگر استودیوها عبارت هستند از می‌فر استودیوز، ابی‌رود استودیوز، المپیک استودیوز، ال پای استودیوز، آودیو اینترنشنال و راک استودیوز.

## بسته‌بندی و طرح روی جلد

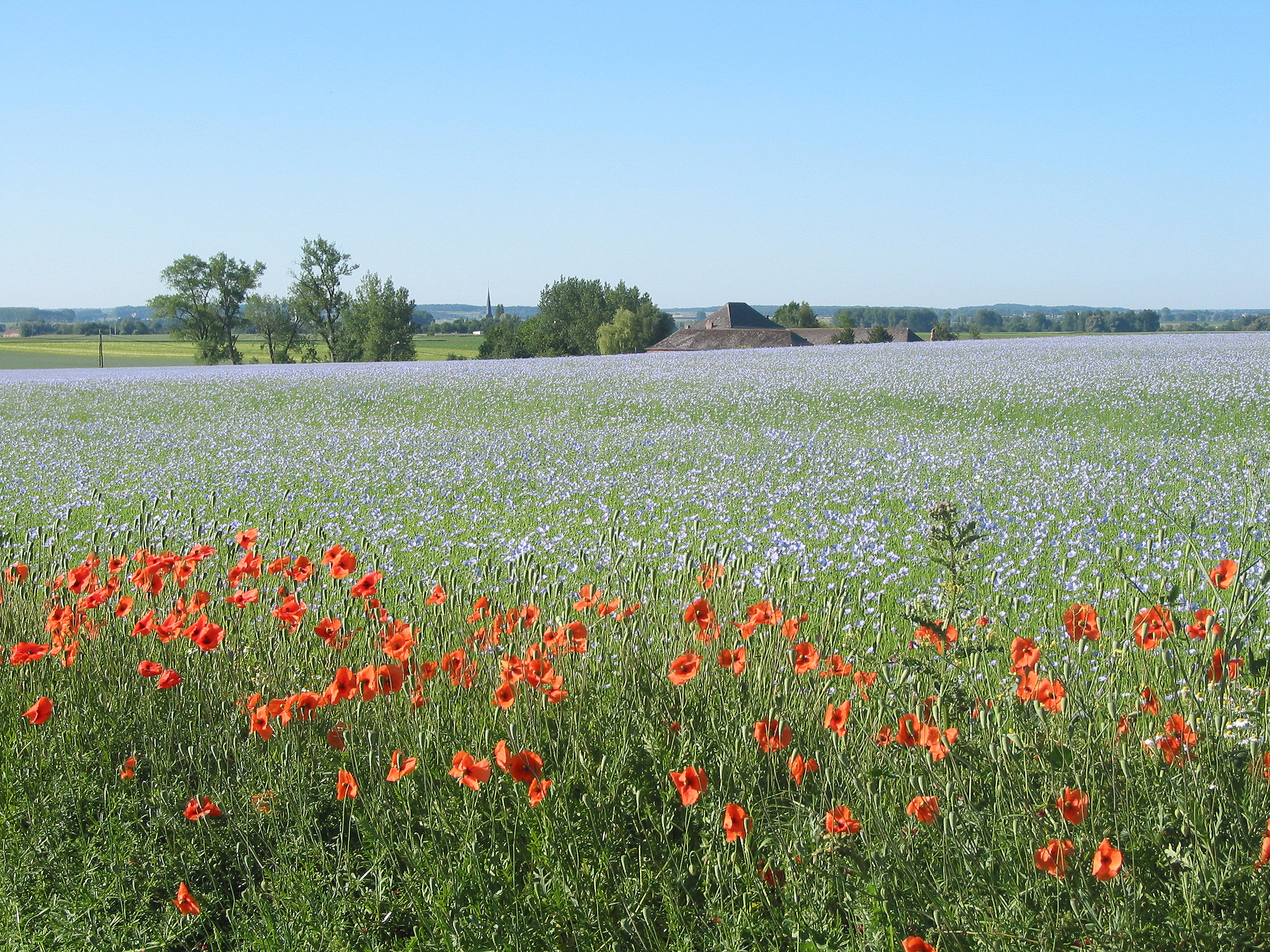
شقایق‌ها در طرح جلد استفاده شدند.

در طراحی جلد آلبوم از مشارکت استورم تورجرسن، عضو گروه طراحی هیپ‌نسیس و کسی که بیشتر طرح‌جلدهای گروه را ایجاد کرده بود، استفاده نشد. از این رو راجر واترز طرح جلد را با عکسی که توسط برادرزنش، ویلی کریستی، گرفته شده بود به وجود آورد.
طرح روی جلد؛ یک گل شقایق، نماد روز بزرگداشت، همراه با ۴ روبان مدال از جنگ جهانی دوم را نشان می‌دهد که بر روی یک سطحِ پارچه‌ای سیاه‌رنگ قرار داده شده است. مدال‌ها از چپ به راست در طرح جلد، ستاره ۱۹۳۹–۴۵، ستاره آفریقا، مدال دفاع و صلیب پرواز ممتاز نام دارند.

## انتشار و بازخورد
| بررسی انتقادی              | بررسی انتقادی |
| منبع                       | رتبه‌بندی      |
| -------------------------- | ------------- |
| آل‌میوزیک                   | [ ۲ ]         |
| دیلی تلگراف                | [ ۳ ]         |
| دراوند این ساوند           | ۴/۱۰          |
| دانشنامه موسیقی عامه‌پسند   | [ ۵ ]         |
| MusicHound Rock            | [ ۶ ]         |
| پیست                       | ۷٫۸/۱۰        |
| پیچفورک                    | ۹٫۰/۱۰        |
| رولینگ استون               | [ ۹ ]         |
| راهنمای آلبوم رولینگ استون | [ ۱۰ ]        |
| ویلج ویس                   | C+            |

برش نهایی در ۲۱ مارس ۱۹۸۳ در بریتانیا منتشر شد و توانست تا جایگاه نخست جدول آلبوم‌های بریتانیا بالا بیاید، چیزی که دو آلبوم نیمه تاریک ماه و دیوار در رسیدن به آن ناتوان بودند. در ایالات متحده آمریکا نیز در دوم آوریل منتشر شد که به موفقیت کمتری دست یافت و بالاتر از جایگاه ششم جدول بیلبورد ۲۰۰ قرار نگرفت. آهنگ «جان، الان نه» به عنوان تک‌آهنگ منتشر شد و جزو ۳۰ آهنگ برتر بریتانیا در آن سال قرار گرفت، جمله «Fuck all that» که در این آهنگ به کار رفته در نسخه تک‌آهنگ به «Stuff all that» تغییر یافته است. علی‌رغم موفقیت آلبوم نقدهای مختلفی را دریافت کرد.

## لیست آهنگ‌ها
- خوانندهٔ اصلی:راجر واترز، جز آهنگ «جان، الان نه» (با گیلمور)

موسیقی همهٔ ترانه‌ها توسط راجر واترز ساخته شده‌است.
| سمت نخست | سمت نخست            | سمت نخست |
| شماره    | نام                 | مدت      |
| -------- | ------------------- | -------- |
| ۱.       | «رؤیای پس از جنگ»   | ۳:۰۲     |
| ۲.       | «گذشته‌های محتمل تو» | ۴:۲۲     |
| ۳.       | «یکی از چند نفر»    | ۱:۲۳     |
| ۴.       | «بازگشت قهرمان»     | ۲:۵۶     |
| ۵.       | «رؤیای توپچی»       | ۵:۰۷     |
| ۶.       | «چشمان خیالاتی»     | ۳:۴۰     |

| سمت دوم | سمت دوم                             | سمت دوم |
| شماره   | نام                                 | مدت     |
| ------- | ----------------------------------- | ------- |
| ۱.      | «دستان کثیفت را از صحرای من دور کن» | ۱:۱۹    |
| ۲.      | «خانه یادگاری فلچر»                 | ۴:۱۱    |
| ۳.      | «بارانداز ساوت‌همپتون»               | ۲:۱۳    |
| ۴.      | «برش نهایی»                         | ۴:۴۶    |
| ۵.      | «جان، الان نه»                      | ۵:۰۱    |
| ۶.      | «دو خورشید در غروب»                 | ۵:۱۴    |

### لیست آهنگ‌ها در ۲۰۰۴
| ۲۰۰۴ انتشار دوباره | ۲۰۰۴ انتشار دوباره                  | ۲۰۰۴ انتشار دوباره |
| شماره              | نام                                 | مدت                |
| ------------------ | ----------------------------------- | ------------------ |
| ۱.                 | «رؤیای پس از جنگ»                   | ۳:۰۰               |
| ۲.                 | «گذشته‌های محتمل تو»                 | ۴:۲۶               |
| ۳.                 | «یکی از چند نفر»                    | ۱:۱۱               |
| ۴.                 | «وقتی ببرها رها شدند»               | ۳:۱۶               |
| ۵.                 | «بازگشت قهرمان»                     | ۲:۴۳               |
| ۶.                 | «رؤیای توپچی»                       | ۵:۱۸               |
| ۷.                 | «چشم‌های خیالاتی»                    | ۳:۴۱               |
| ۸.                 | «دستان کثیفت را از صحرای من دور کن» | ۱:۱۷               |
| ۹.                 | «خانه یادگاری فلچر»                 | ۴:۱۲               |
| ۱۰.                | «بارانداز ساتمپتون»                 | ۲:۱۰               |
| ۱۱.                | «برش نهایی»                         | ۴:۴۵               |
| ۱۲.                | «جان، الان نه»                      | ۴:۵۶               |
| ۱۳.                | «دو خورشید در غروب»                 | ۵:۲۳               |

## اعضا
- راجر واترز - خواننده، بیس گیتار، سینث‌سایزر، اثرات صوتی، جلد آلبوم، آکوستیک گیتار
- دیوید گیلمور - گیتار، خواننده
- نیک میسن - درام و ساز کوبه‌ای